# Aricia
Pour la ville antique d'Aricia, voir Ariccia.
Genre
Aricia est un genre paléarctique de lépidoptères de la famille des Lycaenidae et de la sous-famille des Polyommatinae.

## Systématique
Le genre Aricia a été décrit par le zoologiste allemand Heinrich Gottlieb Ludwig Reichenbach en 1817.
L'espèce type pour le genre est Aricia agestis ([Denis & Schiffermüller], 1775).
Synonymes : 
- Gynomorphia Verity, 1929
- Pseudoaricia Beuret, 1959
- Ultraaricia Beuret, 1959
- Umpria Zhdanko, 1994

Le genre est classé dans la famille des Lycaenidae, la sous-famille des Polyommatinae et la tribu des Polyommatini.
Sa composition peut varier en fonction des sources : par exemple, il incluait naguère les espèces aujourd'hui placées dans les genres Eumedonia et Icaricia. Certains auteurs ont également synonymisé Aricia avec Plebejus.
Les contours actuels du genre Aricia et sa position systématique ont récemment été précisés par des études de phylogénétique moléculaire. 

## Distribution géographique
Le genre Aricia est paléarctique : ses espèces sont présentes en Eurasie tempérée et en Afrique du Nord.

## Liste des espèces
Le genre compte une quinzaine d'espèces, et est parfois subdivisé en groupes d'espèces :

### Groupeagestis(Aricias.str.)
(Sensu stricto (ou stricto sensu) est une locution latine qui signifie « au sens strict » et dont l'abréviation est s.str.. En biologie, cette locution indique qu'un taxon doit être pris au sens strict.)
- Aricia agestis ([Denis & Schiffermüller], 1775) — le Collier-de-corail ou Argus brun — de l'Europe à l'Asie centrale.
- Aricia cramera (Eschscholtz, 1821) — péninsule Ibérique, Afrique du Nord et Îles Canaries.
- Aricia artaxerxes (Fabricius, 1793) — l'Argus de l'hélianthème — montagnes d'Eurasie.
- Aricia montensis Verity, 1928 — Sud-Ouest de l'Europe et Afrique du Nord.

### Groupeanteros(Ultraaricia)
- Aricia anteros (Freyer, 1838) — l'Azuré pont-euxin — Balkans, Asie Mineure, Levant.
- Aricia bassoni Larsen, 1974 — Levant.
- Aricia crassipuncta (Christoph, 1893) — Kurdistan.
- Aricia morronensis (Ribbe, 1910) — l'Argus castillan — péninsule Ibérique.
- Aricia vandarbani (Pfeiffer, 1937) — Iran.

### Groupechinensis(Umpria)
- Aricia chinensis (Murray, 1874) — Asie centrale, Mongolie, Chine, Corée.

### Groupenicias(Pseudoaricia)
- Aricia dorsumstellae (Graves, 1923) — Caucase.
- Aricia hyacinthus (Herrich-Schäffer, [1847]) — Asie Mineure, Levant.
- Aricia isaurica (Staudinger, 1871) — Kurdistan, Levant.
- Aricia torulensis Hesselbarth & Siepe, 1993 — Kurdistan.
- Aricia nicias (Meigen, 1829) — l'Azuré des géraniums — Pyrénées, Alpes, Scandinavie, Sud de la Sibérie, Nord de la Mongolie.
- Aricia teberdina (Sheljuzhko, 1934) — Caucase.

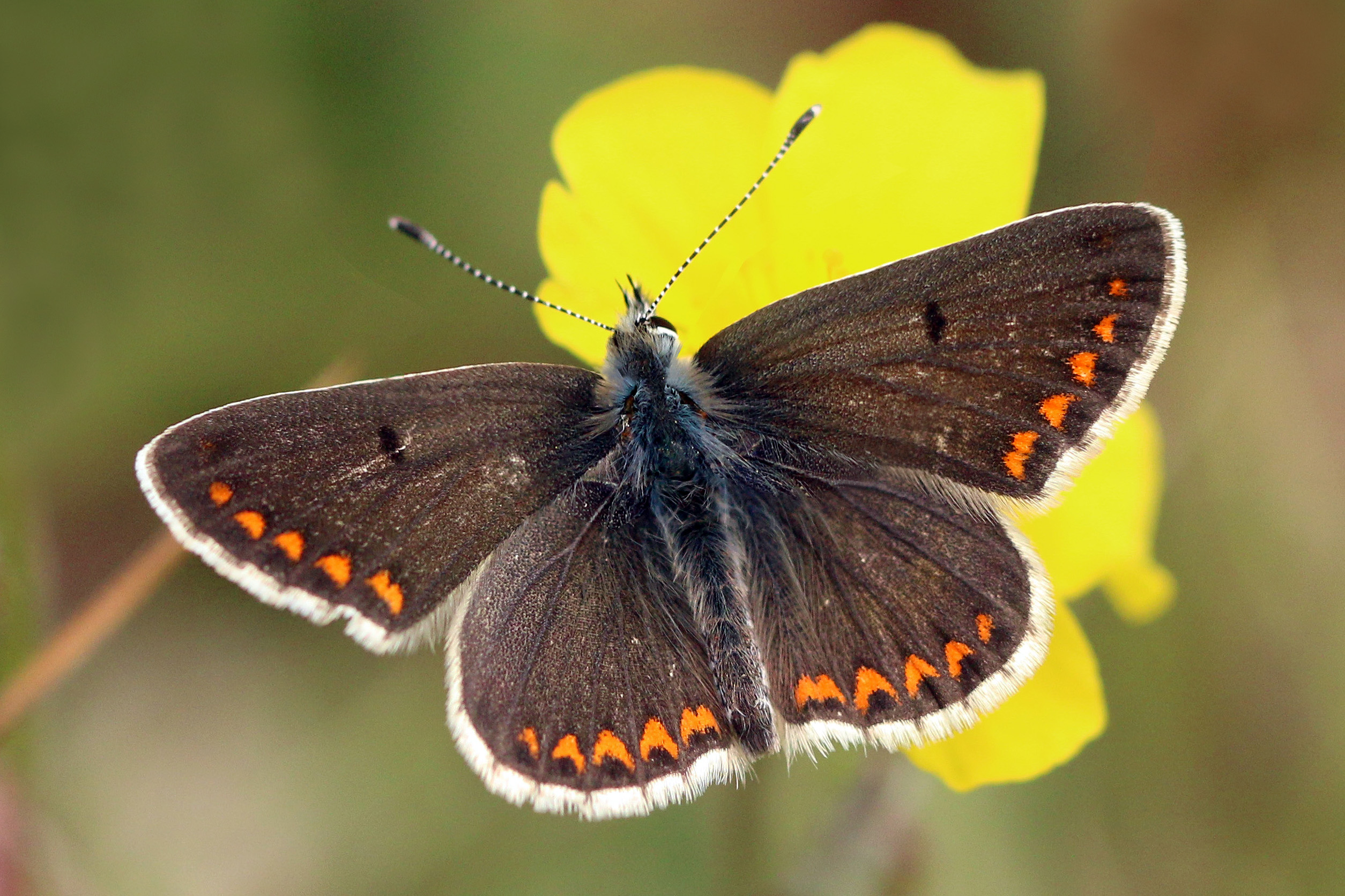
Aricia agestis
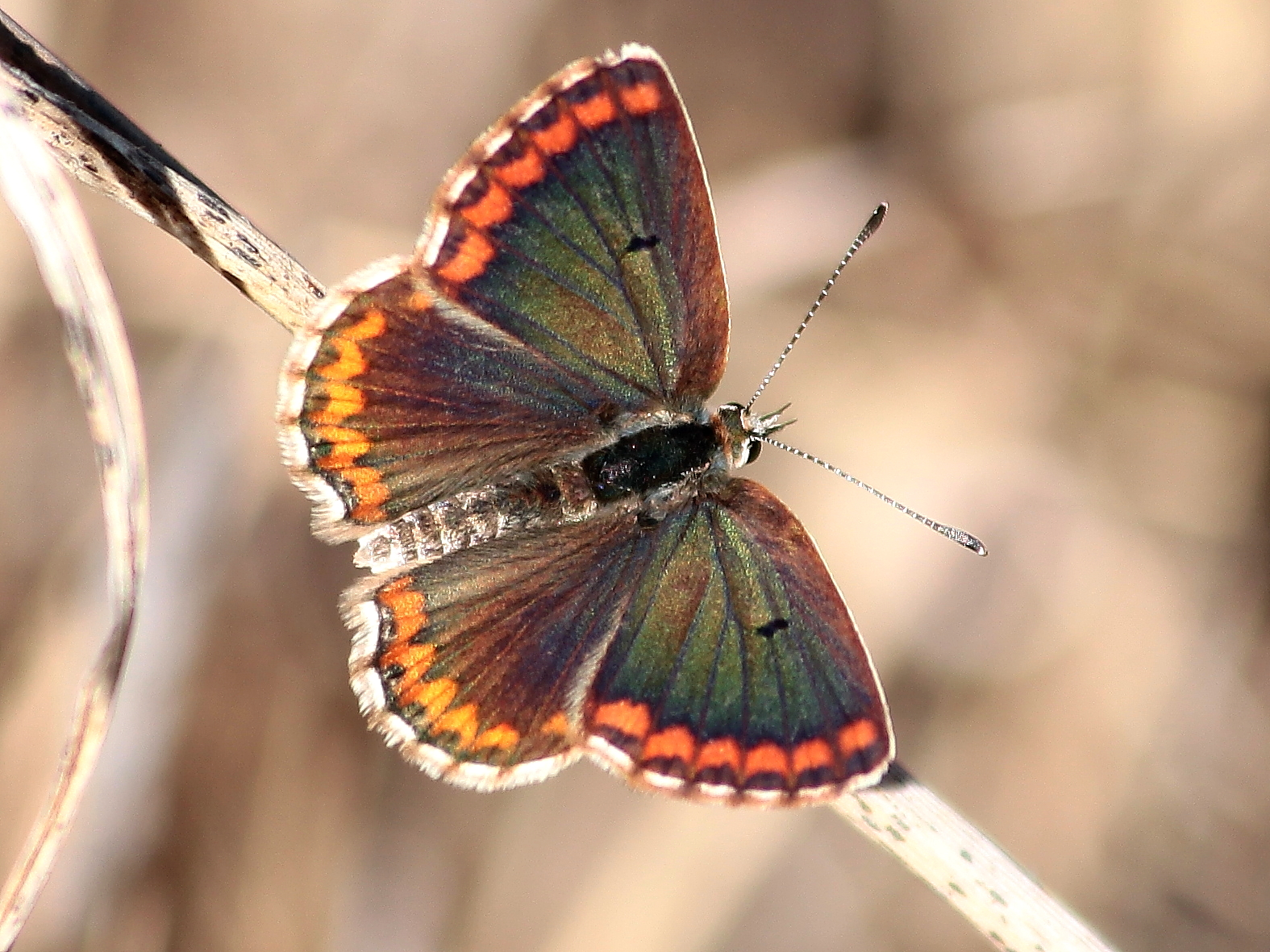
Aricia cramera
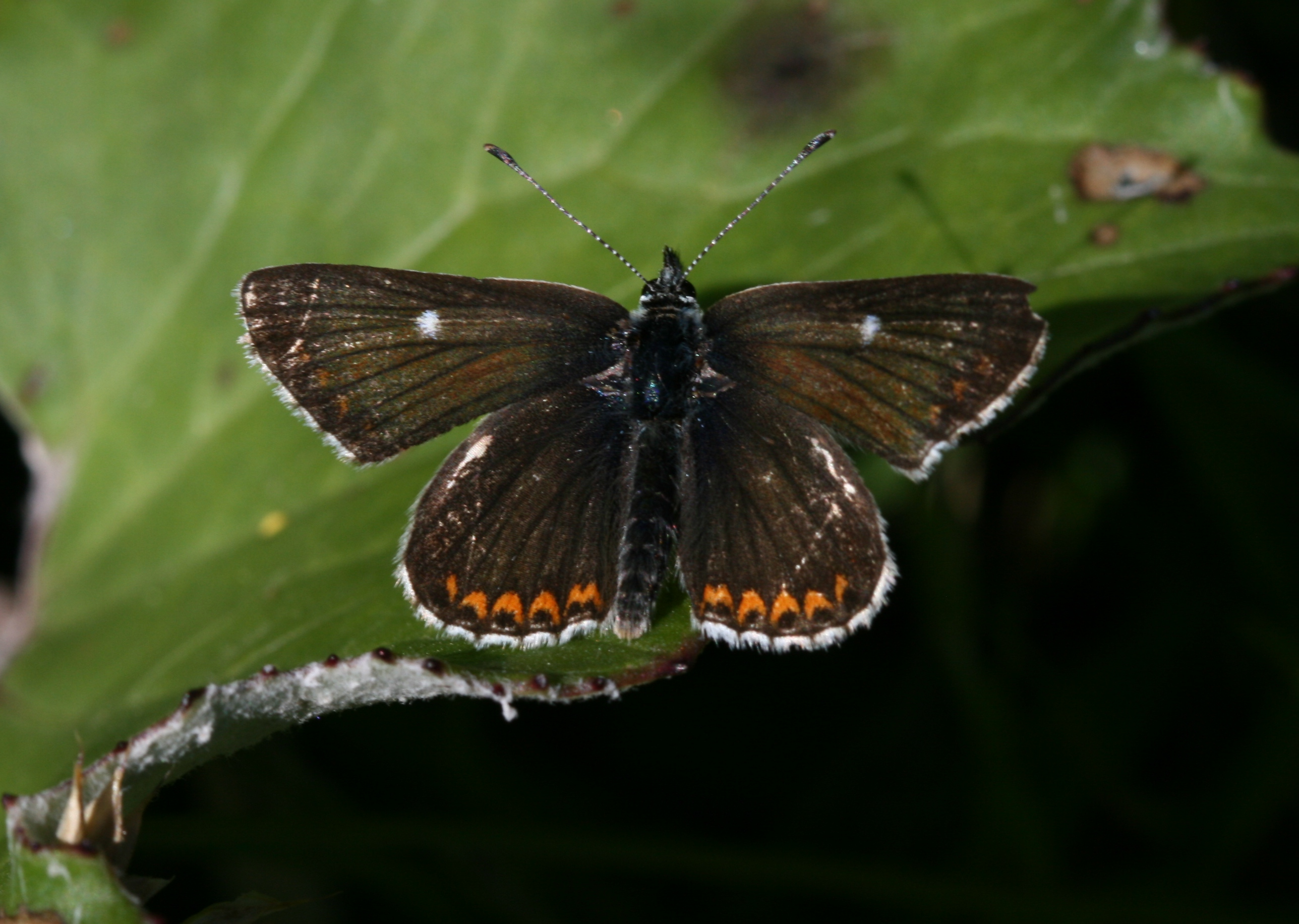
Aricia artaxerxes
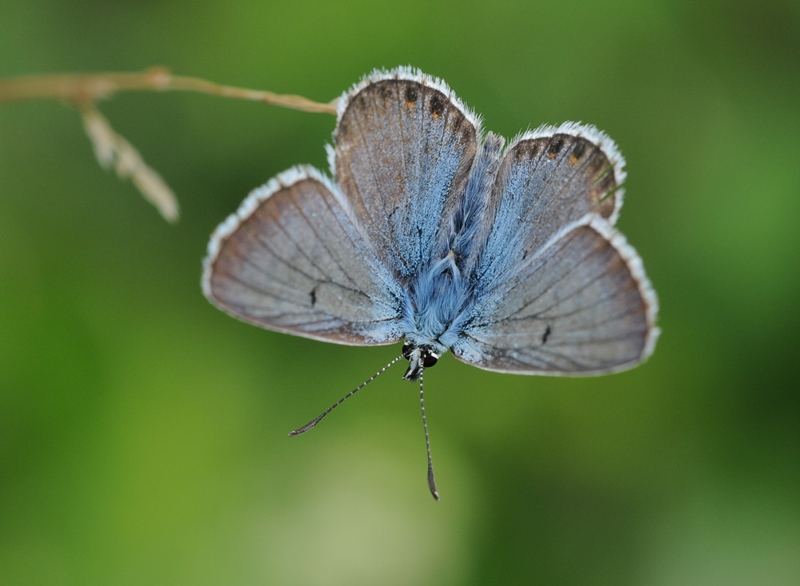
Aricia anteros
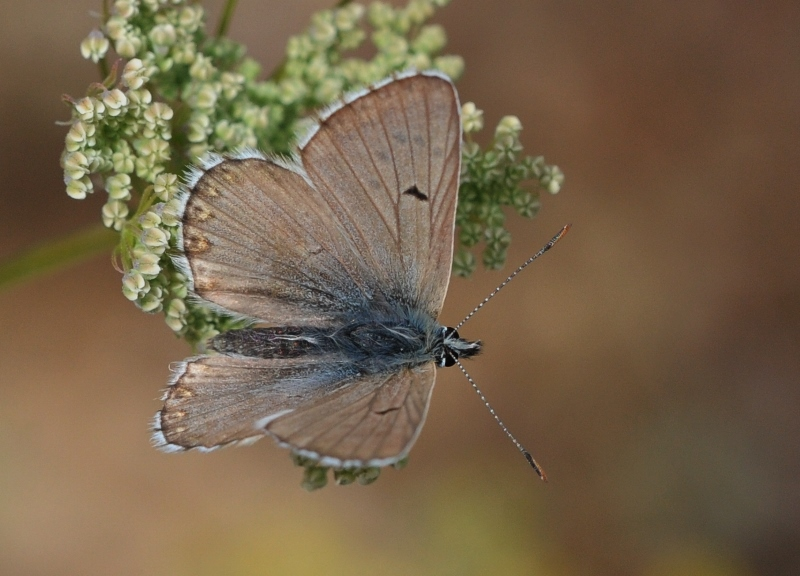
Aricia crassipuncta
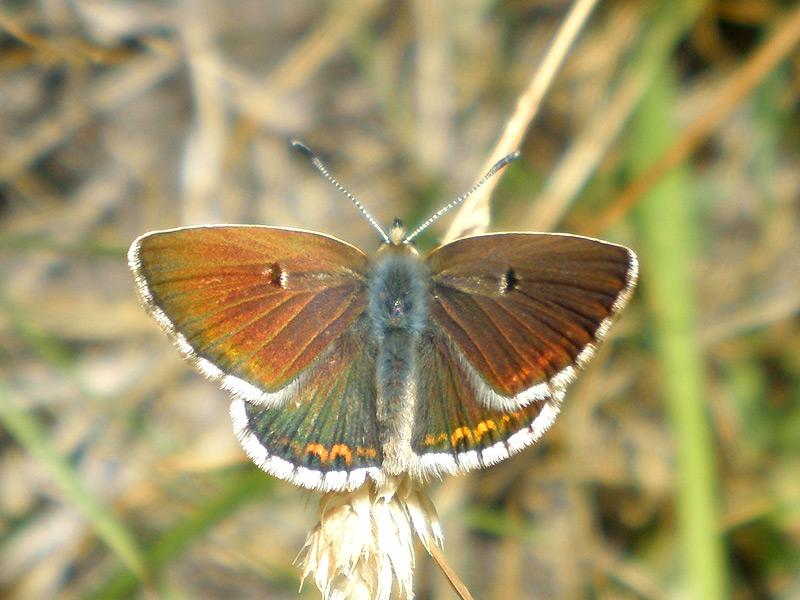
Aricia morronensis
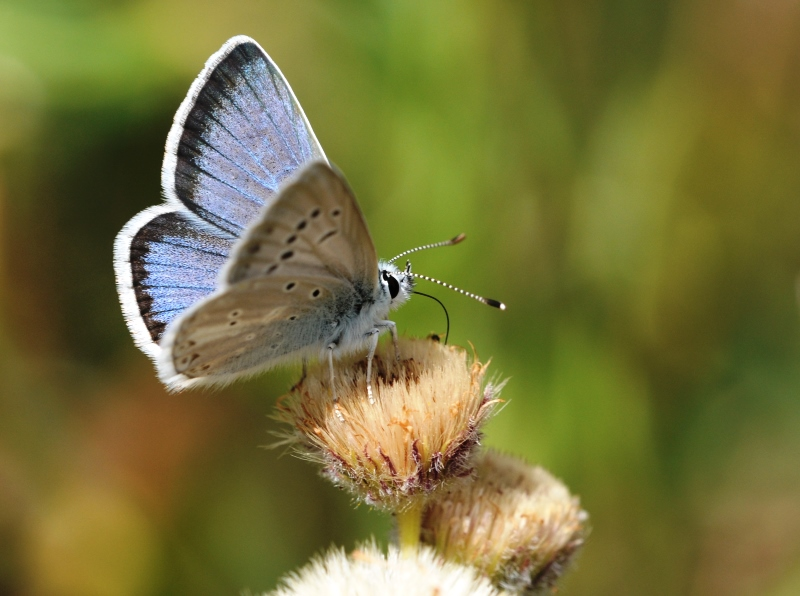
Aricia isaurica
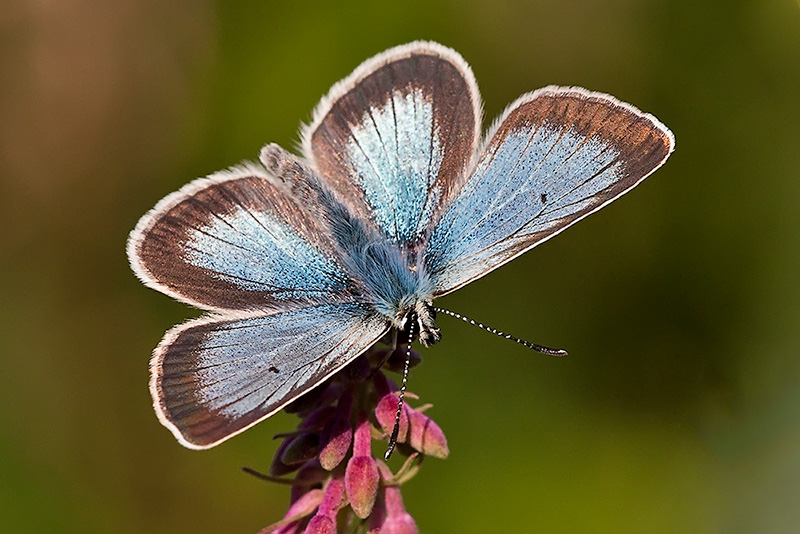
Aricia nicias